# Ny konst
Ny Konst var ett galleri som bildades i Göteborg september 1918 som ett aktiebolag grundat av Birger Simonsson, Sigfrid Ullman, Charlotte Mannheimer, Jan Olof Eriksson, Ivar Lignell och Conrad Pineus. Gallerilokalen låg i hörnet Drottninggatan och Fredsgatan, och verksamheten drevs främst av Charlotte Mannheimer och Alma Pettersson. Fokus var den nya konsten och under åren, fram till galleriet stängde 1925 ställde bland andra Sigrid Hjertén, Ewald Dahlskog, Siri Rathsman, Gösta Sandels och Signe Hvistendahl ut.